# Aplastična anemija
Aplastična anemija je zloćudno stanje (maligni tumor) u kome kostna srž ne proizvodi dovoljno ćelija da zameni stare krvne ćelije.  Stanje, kao što i ime govori uključuje i aplaziju, anemiju i leukemiju. Obično, anemija podrazumeva niske vrednosti eritrocita, dok pacijenti oboleli od aplastične anemije imaju niže vrednosti svih triju tipa krvnih ćelija: eritrocita, leukocita i trombocita zajedničkim nazivom pancitopenija.

## Znaci i simptomi
- Anemija i malaksalost, bledilo i povezani simptomi kao što su palpitacije
- Trombocitopenija (nizak nivo trombocita), koji može prouzrokovati krvarenje, modrice i petehije
- Leukopenija (nizak nivo leukocita), koji može prouzrokovati infekcije
- Retikulocitopenija (nizak nivo retikulocita)
- Mijeloidna anemija (kancer u koštanoj srži koji dovodi do smanjenja krvnih ćelija)
- Aplazija krvi (mutacija raka kostane srži i raka eritrocita (Anemija)
- Leukemija (poremećaj koštane srži koji dovodi do ubrzanog rasta belih krvnih zrnaca)
- Temperatura (Visoka temperatura)
- Dijabetes
- Hipertenzija (visok krvni pritisak)
- Infekcije (učestane)
- Sida (Hiv,Aids)

Najučestanije aplastične anemije su: 
- Akutna aplastična anemija
- Mijeloidna aplastična anemija
- Limfna aplastična anemija
- Sarkomska aplastična anemija
- Hemoglobinska aplastična anemija
- Leukoaplastična anemija
- Aplastična anemija štitnih žlezdi
- Aplastična anemija jetre i slezine

## Uzroci
U većini slučajeva, etiologija se smatra idiopatskom (nema poznatog uzroka), ali jedan poznati uzrok je autoimuni poremećaj u kome leukociti napadaju kostnu srž.
Aplastična anemija uglavnom prati ili može da se poveže i sa genetikom (DNK) .
Aplastična anemija se takođe povezuje sa otrovima kao što su benzen, ili sa upotrebom određenih lekova, uključujući hloramfenikol, felbamat, fenitoin, kinin i fenilbutazon. Mnogi lekovi su povezani sa aplazijom uglavnom na osnovu izveštaja iz studija ali sa vrlo malom verovatnoćom. Na primer, lečenje hloramfenikolom izaziva aplaziju u manje od 1 od 40,000 lečenja, a aplazija usled karbamazepina je još ređa.
Izloženost jonizujućem zračenju od radioaktivnih materijala ili uređaja koji emituju radijaciju se takođe povezuje sa aplastičnom anemijom. Marija Kiri, poznata po svom pionirskom radu na polju radioaktivnosti, je umrla usled aplastične anemije nakon rada sa radioaktivnim materijalima nezaštićena nakon dužeg perioda; efekti jonizujućeg zračenja tada nisu bili poznati.
Aplastična anemija je prisutna do 2% kod pacijenata koji boluju od  akutnog virusnog hepatitisa.

## Spoljašnje veze
- enciklopedia 000554 --
- enciklopedia 000529 -- Secondary aplastic anemia
- [https://web.archive.org/web/20130921061538/http://www.shannonstrust.org.uk/help-given.html

|  | Molimo Vas, obratite pažnju na važno upozorenje u vezi sa temama iz oblasti medicine (zdravlja). |